# ¿Quién va a garpar todo esto? (Volumen 2)
¿Quién va a garpar todo esto? (Volumen 2) es el séptimo álbum del grupo de rock argentino Los Tipitos. El volumen 1 fue lanzado en 1998 (siendo su segundo álbum lanzado a la venta).

## Listado de canciones
1. Balvanera
2. Nada es verdad
3. Cuatro pedazos
4. Dedos negros
5. Costuras
6. Algo
7. Tío Bigote
8. Caja de música
9. Rock de putas
10. Revolución
11. Felicidad